# Giancarlo Judica Cordiglia
Giancarlo Judica Cordiglia (San Maurizio Canavese, 30. rujna 1971.), talijanski dramski pisac i komičar, karakterni glumac, glasovni glumac i zabavljač najpoznatiji po nastupu u TV seriji Melevisione na Raitreu (kao Gnomo Ronfo) i po ulozi u seriji TV-filmova RIS Delitti Imperfetti (kao Capt. Bruno Corsini) koji se emitiraju na Canale 5.